# Cráter de Kebira
El cráter de Kebira (en árabe: فوهة كبيرة‎) es el nombre dado a una característica topográfica circular que fue identificada en 2007 por Farouk El-Baz y Eman Ghoneim usando imágenes satelitales del Radarsat-1 y datos de Shuttle Radar Topography Mission (SRTM) en el desierto del Sahara. Esta característica se extiende a ambos lados de la frontera entre Egipto y Libia. El nombre de esta característica se deriva de la palabra árabe para "grande", y también de su ubicación cerca de la región de Gilf Kebir ("Gran Barrera") en el suroeste de Egipto. Basándose únicamente en sus interpretaciones de los datos de teledetección, argumentan que esta característica es un cráter de impacto extraterrestre excepcionalmente grande, de doble anillo. Sugieren que la apariencia original del cráter se ha oscurecido por la erosión del viento y del agua con el tiempo. Finalmente, especularon que esta característica podría ser la fuente de los fragmentos de vidrio de sílice de color amarillo verdoso, conocidos como vidrio líbico, que se pueden encontrar en parte del desierto de Libia y del desierto occidental en Egipto. No realizaron ningún trabajo de campo en esta característica ni estudiaron ninguna muestra recolectada de ella. Sin embargo, el cráter de Kebira no figura actualmente en la base de datos de impacto terrestre. Los viajes de campo para investigar la característica no han encontrado evidencia de respaldo. El "levantamiento central" conserva claramente el lecho horizontal de la meseta de arenisca circundante, proporcionando una clara evidencia contra un posible origen del impacto.

## Características
De acuerdo con sus interpretaciones de imágenes Landsat Enhanced Thematic Mapper Plus (ETM +), datos Radarsat-1 y datos SRTM, El-Baz y Ghoneim describieron esta característica circular con un pico central, un anillo interior y un borde exterior discontinuo. El hipotético borde exterior es de 31 kilómetros (19 mi) de diámetro. Esta característica consiste en areniscas bien cementadas, de grano grueso y fino de las formaciones Gilf Kebir y Wadi Malik.
Si se tratara de una estructura de impacto, sería más grande que la estructura de impacto confirmada más grande de la región, el cráter Oasis en Libia, que tiene aproximadamente la mitad del tamaño, con un diámetro de aproximadamente 18 kilómetros (11 mi). Se estima que un meteorito lo suficientemente grande como para haber creado una estructura de impacto del tamaño de Kebira habría tenido aproximadamente 1 kilómetro (0,75 mi) de diámetro.

## Origen
Debido a que se basa completamente en datos de teledetección y la actual falta de estudios de campo publicados formalmente, las ideas sobre el origen del impacto del cráter de Kebira siguen sin confirmarse y sin probarse según los artículos publicados en la literatura científica formal. En un artículo, esta y algunas otras estructuras de impacto propuestas recientemente se describen como "dudosas". La lista de la Base de datos de impacto del Grupo de Estudios de Campo de Impacto (anteriormente Sitios sospechosos de impacto en la tierra, SEIS) califica esto como improbable para el origen del impacto. Este catálogo señala que el área circular observada era visible en Google Earth con una parte superior plana en el centro. Sugieren que las cimas planas indican que los estratos dentro del centro de esta característica son planos y sin perturbaciones. Si se trata de una estructura de impacto, los estratos dentro del centro de la misma no serían planos. En cambio, los estratos dentro de su centro se doblarían, inclinarían y fallarían de manera compleja y distintiva como resultado de un impacto extraterrestre.
Un estudio publicado en Meteoritics & Planetary Science informó sobre una investigación de campo de otro «campo de cráteres» al este de Gilf Kebir, también informado sobre la base de datos de teledetección. Después de analizar la presencia/ausencia de varias características geológicas asociadas con cráteres de impacto, como rocas objetivo, brechas, conos pseudo-rotos y morfología circular, los autores concluyeron: «"no hay evidencia clara e inequívoca que respalde el origen del impacto de las estructuras circulares en la región de Glif Kebir; hasta que se produzca evidencia sustancial, es necesario identificar el origen de los cráteres en otros procesos geológicos endógenos». Propusieron que la fuente alternativa más probable del cráter sería un respiradero hidrotermal, aunque continuaron diciendo: «Sin embargo, incluso esta hipótesis no es completamente satisfactoria: probablemente estas características complejas y peculiares son el resultado de la interacción entre diferentes procesos geológicos. En la actualidad, esta hipótesis no se puede restringir por completo; son necesarias más investigaciones. De todos modos, la falta de evidencias claras de impacto meteorítico y el marco geológico del área investigada, nos llevan a confirmar la hipótesis hidrotermal-volcánica».

## Fuente de vidrio líbico
Como señalaron Longinelli et. al., la formación Wadi Malik del Carbonífero y los restos erosivos de la Formación Gilf Kebir del Cretácico Inferior, que están expuestos dentro de esta estructura de impacto propuesta, «se han considerado como posibles materiales de origen para vidrio líbico a pesar de la falta de evidencia» del origen de esta característica como resultado de un impacto extraterrestre. Debido a su tamaño y origen hipotético, El-Baz y Ghoneim especularon que el cráter de Kebira era la fuente de vidrio líbico que se encuentra esparcido por unos 6500 km² (2510 mi²) dentro del Gran Mar de Arena en el oeste de Egipto y cerca de la frontera con Libia. Aboud también sugirió que si el cráter de Kebira es una estructura de impacto, podría ser la solución al misterio sobre la fuente del vidrio del desierto líbico. Sin embargo, advirtió que el origen de esta característica todavía era en gran parte una conjetura que requería investigación adicional para confirmar. Ramírez-Cardona y otros también sugirieron que el cráter de Kebira podría ser la fuente del vidrio del desierto libio. En lugar de proponer que el vidrio del desierto libio fue expulsado de esta característica por un impacto, plantearon la hipótesis de que fue transportado desde él por un sistema del río Gilf del Oligoceno-Mioceno que contenía el cráter de Kebira dentro de su cuenca de drenaje. También señalaron que la evidencia de que el cráter de Kebira era una estructura de impacto carecía de observaciones de campo directas. Más recientemente, Longinelli y otros estudiaron el isótopo de oxígeno y la composición química del vidrio líbico y muestras de arenas y areniscas de sus áreas de origen propuestas. Descubrieron que los valores medios de isótopos de oxígeno de las muestras de arenisca del cráter de Kebira diferían mucho de las muestras de vidrio líbico. Debido a esto, concluyeron que se puede descartar que la piedra arenisca expuesta en esta característica sea la fuente del vidrio líbico.